# Cyrtogaster
Cyrtogaster is een geslacht van vliesvleugeligen uit de familie Pteromalidae. De wetenschappelijke naam van dit geslacht is voor het eerst geldig gepubliceerd in 1833 door Walker.

## Soorten
Het geslacht Cyrtogaster omvat de volgende soorten:
- Cyrtogaster anapodisis Heydon, 1989
- Cyrtogaster annectens Heydon, 1989
- Cyrtogaster britteni Askew, 1965
- Cyrtogaster capitanea Heydon, 1989
- Cyrtogaster clavicornis Walker, 1833
- Cyrtogaster decora Huang, 1992
- Cyrtogaster fluitantis De Santis, 1972
- Cyrtogaster ivondroi (Risbec, 1952)
- Cyrtogaster javensis Girault, 1915
- Cyrtogaster madagascariensis Risbec, 1960
- Cyrtogaster mallorcensis Askew, 1975
- Cyrtogaster nigra (Risbec, 1955)
- Cyrtogaster pauliani (Risbec, 1960)
- Cyrtogaster poesos Walker, 1848
- Cyrtogaster reburra Heydon, 1989
- Cyrtogaster sanctaclarae De Santis, 1964
- Cyrtogaster simplex Huang, 1992
- Cyrtogaster trypherus (Walker, 1843)
- Cyrtogaster vulgaris Walker, 1833